# 希優德
希優德（Théodred）是英國作家托爾金奇幻小說《魔戒》裡的虛構角色。他是洛汗國王希優頓的獨子，國王的繼承人。
希優德的母親在他幼年時已去世，希優德與表親伊歐墨共同成長。希優德在後來的第一次艾辛河渡口之役戰死。
關於希優德事跡的記述不多，只知道他視伊歐墨如親兄弟，除了伊歐墨外，父親希優頓也是他敬愛的人。
希優德的姓名很可能是來自古英語的þeod（國家、人民）及ræd（忠告）。

## 改編描述

彼得·傑克遜執導的電影《魔戒》系列裡的希優德。

彼得·傑克遜執導的電影《魔戒二部曲：雙城奇謀》裡，希優德由新西蘭演員巴里斯·豪·斯錘維（Paris Howe Strewe）飾演。
在電影裡，希優德已死，在小說裡，他是戰死於第一次艾辛河渡口之役。在電影裡，他不一定是被殺的，伊歐墨在戰後殛力找到希優德，有指他是被伏擊致死的。
希優德傷重致死，葛力馬·巧言對希優德的死也負有責任。希優德在電影裡看似是一名二十多歲的年輕男子，其實他已經41歲。